# Пізній плейстоцен
Пізній плейстоцен — неофіційний вік у міжнародній геологічній шкалі часу в хроностратиграфії, також відомий як верхній плейстоцен з точки зору стратиграфії. Передбачається, що це буде четвертий поділ плейстоценової епохи в рамках поточного четвертинного періоду. Наразі він визначається як час між ≈ 129 000 і ≈ 11700 років тому. Пізній плейстоцен прирівнюється до запропонованого Тарантійського віку геологічної шкали часу, якому передує офіційно затверджений тібанський ярус (раніше відомий як середній плейстоцен) і наступний офіційно затверджений гренландський ярус. Орієнтовний початок тарантійського періоду є початком еемського міжльодовикового періоду (морська ізотопна стадія 5). Вважається, що він закінчився з припиненням молодшого дріасу, приблизно 11 700 років тому, коли почалася епоха голоцену.
Термін «верхній плейстоцен» зараз використовується як тимчасове або «квазіформальне» позначення Міжнародним союзом геологічних наук (IUGS). Попри те, що три найдавніші віки плейстоцену (геласійський, калабрійський і чібанський) були офіційно визначені, пізній плейстоцен ще має бути формально визначений разом з розглядом запропонованого антропоценового підрозділу голоцену.
Головною ознакою пізнього плейстоцену було зледеніння, наприклад Вюрмське зледеніння в Альпах Європи до 14 тисячоліття років тому, а потім молодший дріас. Багато мегафауни вимерли в цю епоху, тенденція, яка тривала в голоцені. У палеоантропології пізній плейстоцен містить верхньопалеолітичний етап розвитку людини, включаючи багато ранніх міграцій людини та вимирання останніх архаїчних людських видів.